# Tut.by
Tut.by – białoruski portal informacyjny, publikujący treści w języku rosyjskim. Znajduje się wśród najpopularniejszych niezależnych mediów w kraju.
Serwis został uruchomiony w 2000 roku (aczkolwiek dopiero od 21 stycznia 2019 jest zarejestrowany jako medium internetowe), a swoją siedzibę ma w Mińsku. Założycielem witryny jest Juryj Zisier.
Portal obszernie informował o protestach, które miały miejsce po wyborach prezydenckich w sierpniu 2020 r. Pod koniec września 2020 r. białoruskie Ministerstwo Informacji ogłosiło, iż podjęło decyzję o zawieszeniu statusu witryny jako internetowego środka przekazu na trzy miesiące od 1 października.
W ciągu miesiąca portal odnotowuje ok. 200 mln wizyt. W grudniu 2020 r. portal był czwartą witryną w kraju pod względem popularności (według rankingu Alexa Internet).
Kaciaryna Barysiewicz, która napisała artykuł o śmierci Ramana Bandarenki w 2020 roku, została aresztowana w Mińsku 19 listopada 2020 roku. 2 marca 2021 roku dziennikarka została skazana na 6 miesięcy więzienia i grzywnę w 100 jednostkach bazowych.
18 maja 2021 roku pod zarzutem rozpowszechniania fałszywych informacji TUT.BY i kilka jej witryn zależnych zostało zablokowanych, w tym serwery lustrzane i usługa e-mail. Wraz z nalotem na biuro firmy aresztowano co najmniej 18 pracowników w ramach sprawy karnej za niepłacenie podatków przez portal. 25 maja 2021 roku dziewięć organizacji, między innymi: Centrum Obrony Praw Człowieka Wiosna, Białoruskie Stowarzyszenie Dziennikarzy, Białoruski Komitet Helsiński, uznały 15 nadal aresztowanych pracowników (w tym redaktora naczelnego Marinę Zołatawę) za więźniow politycznych.
8 lipca 2021 roku część dziennikarzy TUT.BY, która pozostała na wolności, zaprezentowała drugą stronę Zerkalo.io. Oświadczyli, że domena ta będzie używana, dopóki portal TUT.BY nie będzie mógł ponownie działać na Białorusi. Tego samego dnia, białoruskie władze zablokowały dostęp do tej strony na całym terytorium Białorusi.
W sierpniu Centralny Sąd Rejonowy w Mińsku uznał zarówno nowe, jak i stare projekty oraz ich zawartość za materiały ekstremistyczne, co sprawia, że ich dystrybucja jest na Białorusi wykroczeniem.
W czerwcu 2022 r. sąd w Mińsku uznał TUT BY MEDIA za organizację ekstremistyczną.
W marcu 2023 r. zarówno Zołatawa, jak i dyrektor generalna Ludmila Czekina zostały skazane na 12 lat kolonii karnej o powszechnym reżimie.
W czerwcu 2023 roku Ministerstwo Spraw Wewnętrznych Białorusi uznało Zerkało za formację ekstremistyczną.

## Nagrody
- Nagroda im. Gerda Buceriusa dla Wolnej Prasy na Europę Wschodnią znana jako Free Media Award(inne języki) (2021)[21]